# Roberto Heras
Roberto Heras Hernández, född 1 februari 1974 i Béjar, Spanien, är en spansk före detta tävlingscyklist.
Roberto Heras har bland annat vunnit Vuelta a España tre gånger, senast 2004. 2005 fråntogs han segern i tävlingen i efterhand efter att ha avslöjats som dopad med den förbjudna substansen EPO.
Heras blev professionell 1995 i det spanska Kelme-stallet. 2001 värvades han till det amerikanska stallet US Postal Service där hans viktigaste roll blev att agera förste hjälpryttare i bergen åt Lance Armstrong under tre av dennes segrar i Tour de France. 2004–2005 kom Heras att tävla för Liberty Seguros. Efter dopingavslöjandet i samband med Vuelta a España 2005 stängdes Heras av i två år från allt cykeltävlande. Han tänkte länge komma tillbaka som cyklist men tillkännagav i december 2007 att hans karriär var över på grund av de etiska reglerna i ProTour.

## Meriter
Vuelta a España
 Totalseger – 2000, 2003, 2004
 Poängtävlingen – 2000
 Kombinationstävlingen – 2002, 2004
10 etapper
Tour de France, 1 etapp
Giro d'Italia, 1 etapp
Katalonien runt – 2002

### Resultat i Grand Tours
| Grand Tour      | 1997 | 1998 | 1999 | 2000 | 2001 | 2002 | 2003 | 2004 | 2005 |
| --------------- | ---- | ---- | ---- | ---- | ---- | ---- | ---- | ---- | ---- |
| Giro d'Italia   | –    | –    | 5    | –    | –    | –    | –    | –    | –    |
| Tour de France  | –    | –    | –    | 5    | 15   | 9    | 34   | X    | 45   |
| Vuelta a España | 5    | 6    | 3    | 1    | 4    | 2    | 1    | 1    | D    |

X = Bröt loppet
D = Diskvalificerad

## Stall
- Kelme-Costa Blanca 1997–2000
- US Postal Service 2001–2003
- Liberty Seguros 2004–2005